# Kurt Raunecker
Kurt Raunecker (* 26. September 1898 in Stuttgart; † 7. November 1940 Zugfahrt Paris–Stuttgart) war ein württembergischer Landrat.

## Leben
Raunecker, Sohn eines Oberregierungsrats und evangelischer Konfession, studierte von 1916 bis 1922 Rechtswissenschaften in Tübingen und München. Er war Mitglied der Studentenverbindung Turnerschaft Hohenstaufia Tübingen. 1922 legte er die erste und 1925 die zweite höhere Dienstprüfung ab. 1924 wurde er in Tübingen zum Dr. iur. promoviert.
1925 wurde er zunächst kurzzeitig stellvertretender Amtsrichter in Stuttgart, bis er in die württembergische Innenverwaltung eintrat. Er leitete als Landrat von 1933 bis 1938 das Oberamt Öhringen und von 1938 bis 1939 den Landkreis Böblingen. 1939 wurde er als Landkommissar nach Kielce abgeordnet. Er leistete Ende 1939 Kriegsdienst und wurde 1940 Oberkriegsverwaltungsrat in Frankreich.
Politisch war er von 1929 bis 1932 Mitglied der DVP, zum 1. Mai 1933 trat er der NSDAP bei (Mitgliedsnummer 3.227.896).
Er beging 1940 Suizid.